# Santa Ynez (Californie)
 Ynez est une ville en Californie dans le Comté de Santa Barbara.

## Histoire
Le nom de la ville vient du prénom féminin "Agnès", le nom de la vallée a été donné par les Conquistadors.
La ville se situe à 200 kilomètres à l'ouest du centre de Los Angeles et 50 kilomètres au nord-ouest de Santa Barbara. La ville se situe dans la Vallée de Santa Ynez. La vallée possède un Climat méditerranéen avec de la vigne. la ville de Solvang se situe à 10 kilomètres à l'ouest, leurs deux banlieues se rejoignent. La ville possède un aéroport régional l'aéroport de Santa Ynez, code IATA: SQA. En 2015, il y a avait 85 départs et arrivées par jour.

## Personnes célèbres
- Bob Falkenburg, joueur de tennis
- Ed Fitz Gerald, joueur de baseball
- Eion Bailey, acteur
- John Forsythe, acteur
- Hélène Grimaud, pianiste française[1]
- David Crosby, chanteur et guitariste californien, y est mort le 19 janvier 2023.